# Ново Село (Сисак)
Ново Село је новоформирано насељено место у саставу града Сиска, Република Хрватска.